# Orthogonia lilacina
Orthogonia lilacina är en fjärilsart som beskrevs av W. Warren 1911. Orthogonia lilacina ingår i släktet Orthogonia och familjen nattflyn. Inga underarter finns listade i Catalogue of Life.